# 氷の城
『氷の城』（こおりのしろ）は、曽祢まさこによる日本の漫画作品。
『なかよし』（講談社）1979年6月号と同年7月号に前後編が掲載された。全2話。単行本は同社の講談社コミックスなかよしより全1巻が刊行された。

## 書誌情報
曽祢まさこ 『氷の城』 講談社〈講談社コミックスなかよし〉、1980年11月5日第1刷発行
表題作のほか、以下の読み切り作品が同時収録されている。
- ふたりの街角（なかよしデラックス1979年11月号掲載）
- 冬色のロマンス（同1978年12月創刊号掲載）